# Éric Haubruge
Éric Haubruge, né le 5 décembre 1964 à Gembloux, est un entomologiste belge. Il est professeur ordinaire à la faculté des sciences agronomiques, Gembloux Agro-Bio Tech, de l'université de Liège.

## Parcours
Éric Haubruge est né à Gembloux en décembre 1964, ville qui sera précisément le terreau de sa carrière professionnelle. À 6 ans, il rêve déjà d’entomologie. Dès l’âge de 14 ans, il se rend régulièrement à la faculté des sciences agronomiques de Gembloux comme collaborateur du laboratoire de zoologie du professeur Jean Leclercq pour y étudier la classification des lépidoptères (papillons). À 16 ans, il décroche une subvention de la fondation Léopold III pour l’exploration et la conservation de la nature afin de se rendre en Afrique en tant qu’entomologiste, ce qui le conforte dans son choix et sa passion pour les insectes .[réf. nécessaire]
Diplômé ingénieur agronome en 1987, il se lance dans une thèse de doctorat et développe les domaines de la physiologie de l'insecte et de l’écologie chimique à la faculté de Gembloux. Nommé 1er assistant en 1996, chef de travaux en 2000 et chargé de cours en 2003, il devient professeur ordinaire en 2007 et directeur de l’unité d’entomologie fonctionnelle et évolutive. Il est l’auteur ou le coauteur de plus de 280 publications scientifiques évaluées par les pairs, notamment dans les domaines des insectes aphidiphages, de l'entomologie forensique, de la santé et la conservation des denrées (maladie de Kashin-Beck), de la maladie de la Langue bleue et des Culicoides et du syndrome d'effondrement des colonies d'abeilles.
En octobre 2009, il commence un mandat de vice-recteur de l’université de Liège pour une période de cinq années. En tant que président du comité de direction de Gembloux Agro-Bio Tech, sa mission consiste notamment à la mise en œuvre et la coordination de l'intégration de la faculté des sciences agronomiques Gembloux Agro-Bio Tech au sein de l’Université de Liège. Sur le campus, le nombre total de nouveaux étudiants inscrits en première année de bachelier a augmenté de plus de 20 % au cours de ces dernières années. Pendant son mandat de vice-recteur, Gembloux Agro-Bio Tech reçoit le label d’accréditation des filières d’enseignement d’ingénieur « eur-ace », entrant de plain-pied dans l’espace européen des formations de bioingénieur, et se dote d'un nouveau centre de recherche « Terra », dédié l'alimentation et à l'agriculture .
En 2014, Éric Haubruge est élu premier vice-recteur de l'université de Liège chargé de l’enseignement et du développement territorial, y compris la gestion des campus délocalisés (Arlon et Gembloux) durant le mandat de recteur d'Albert Corhay,. En 2018, au terme de deux mandats de vice-recteurs de l'université de Liège, Eric Haubruge a rejoint l'équipe du recteur, Pierre Wolper, comme conseiller du recteur chargé du développement régional, de l'innovation et des relations internationales.
Dans le secteur de l'enseignement et des formations, il est très attentif au développement du numérique et à l'évolution la formation tout au long de la vie. Ainsi, il est le cofondateur et l'actuel président d'un incubateur des métiers et des compétences « Jobs@Skills » au sein du pôle académique Liège-Luxembourg. Il est conscient de l'importance des nouvelles technologies de l’information et de la communication et il privilégie ainsi la diversification des outils et des méthodes d'apprentissage pour l'enseignement les formations. Depuis plus de deux ans, il développe notamment, avec les équipes pédagogiques de l'université, les « Massive Open Online courses » et la réalité virtuelle,; il prépare également l'université du futur en mettant progressivement en place, dans la métropole liégeoise, un « smart learning center » connectant les différents espaces d'apprentissage.
En matière de développement territorial, Éric Haubruge se focalise sur des interactions fortes avec le monde économique et les différents bassins de vie. Il y développe des plateformes d’innovation dans les domaines de la culture numérique, de l'agriculture urbaine,, de la santé, de l’agro-alimentaire  et de l’économie circulaire (Digital Lab, Bridge2Health, Verdir,, Terra, etc.). Convaincu également que la créativité couplée à l’innovation est un moteur de développement de nouveaux modèles économiques, il est aussi l’un des fondateurs d'une part de plusieurs startups comme La Miam Factory (personnalisation de produits de bouche) ou Gembloux.Beer (brasserie), d'autre part, de la plateforme de créativité IDCampus et enfin de l’un des deux premiers living labs en Wallonie, le Smart Gastronomy Lab .

## Prix et distinctions
- Lauréat du fonds Léopold III octroyé par la fondation Léopold III pour l’exploration et la conservation de la nature (1982)
- Prix Schepkens décerné par l'Académie royale des lettres, des sciences et des beaux-arts de Belgique (1993)
- Lauréat d’une bourse de recherches scientifiques de l’OTAN attribuée par l’Organisation du traité de l’Atlantique nord (2001)
- Prix Henri et Leon Frédericq décerné par l'Académie royale des lettres, des sciences, des beaux-arts de Belgique (2009)
- Docteur Honoris Causa - Cluj University of Agriculture and Veterinary Medicine (Roumanie) (2011)
- Membre associé de l’Académie royale des sciences de l’outre-mer (Belgique) (2013)
- Namurois de l’année 2013 octroyé par la province de Namur (Belgique) (2014)

## Publications

### Ouvrages
- Rudy Caparros Megido, Eric Haubruge et Frédéric Francis, Six pattes et si délicieux : Les insectes dans nos assiettes, Gembloux, Presses agronomiques de Gembloux, Gembloux, 1er mai 2014, 72 p. (ISBN 978-2-87016-130-2, OCLC 906210143)
- Eric Haubruge, Daniel Bay et Jean Semal (préf. Willy Van den Bussche), Scaphandre : La science rencontre l'art, Liège, Presses Universitaires de Liège, coll. « Patrimoine », 1er février 2012, 150 p. (ISBN 978-2-87562-001-9)
- Jacques Mignon, Eric Haubruge et Frédéric Francis, Clé d'identification des principales familles d'insectes d'Europe, Gembloux, Presses agronomiques de Gembloux, 1er janvier 2021, 96 p. (ISBN 978-2-87016-175-3, OCLC 1269486700)

### Articles
- (en) Dennis vanEngelsdorp (en), Jay D. Evans, Claude Saegerman, Chris Mullin, Eric Hauburge, Bach Kim Nguyen, Maryann Frazier, Jim Frazier, Diana Cox-Foster, Yanping Chen, Robyn Underwood, David R. Tarpy et Jeffery S. Pettis (en), « Colony Collapse Disorder: A Descriptive Study », PLoS ONE, vol. 4, no 8,‎ 3 août 2009, e6481 (ISSN 1932-6203, PMID 19649264, PMCID PMC2715894, DOI 10.1371/journal.pone.0006481, lire en ligne)
- (en) Jessica Dekeirsschieter, Christine Frederickx, François J. Verheggen, Philippe Boxho et Eric Hauburge, « Forensic Entomology Investigations From Doctor Marcel Leclercq (1924–2008): A Review of Cases From 1969 to 2005 », Journal of Medical Entomology, vol. 50, no 5,‎ 1er septembre 2013, p. 935–954 (ISSN 0022-2585 et 1938-2928, DOI 10.1603/ME12097, lire en ligne)